# عنكبوت: شبكة البحث والتعليم الوطنية المتقدمة
عنكبوت (بالعربية: عنكبوت ʿAnkabūt، وتعني حرفيًا "العنكبوت") هي شبكة البحث والتعليم الوطنية المتقدمة في دولة الإمارات العربية المتحدة، حيث توفر خدمات الربط للمؤسسات الأكاديمية مع شبكات التعليم حول العالم. بالإضافة إلى ربط الجامعات، تتيح عنكبوت أيضًا ربط المدارس والمؤسسات العامة في جميع أنحاء الإمارات بطريقة فعالة من حيث التكلفة. كما ستعمل عنكبوت على التعاون على المستويات الوطنية والخليجية والإقليمية والدولية، ممثلةً دولة الإمارات في المؤتمرات والمعارض والمنتديات. تهدف عنكبوت إلى تقديم شبكات تعتمد على جودة الخدمة (QoS) باستخدام بروتوكولات IPv4/IPv6، بالإضافة إلى خدمات البث المتعدد، وتقديم خدمات متقدمة على "شبكة مغلقة" لأغراض "المصلحة العامة". الشركة مملوكة حاليًا لـ KUSTAR وتدار بواسطة رئيس تنفيذي وطاقم محترف.
تقوم شبكة عنكبوت بربط الجامعات بشبكة أساسية بسرعة 10 جيجابت، وتوفر روابط وصول بسرعة 1 جيجابت. كما توفر الشبكة اتصالاً دوليًا لأعضائها بسرعة 155 ميجابت في الثانية عبر الإنترنت. تمكّن عنكبوت من إنشاء شبكة مجتمعية مغلقة تسمح بنقل الخدمات في الوقت الفعلي، مثل الرسائل الفورية، والاتصالات الصوتية والمرئية، بالإضافة إلى الخدمات الحرجة زمنياً مثل الربط بين الحوسبة الشبكية (الحوسبة السحابية). كما تشمل الخدمات غير الفورية مثل التعلم الإلكتروني، والبريد الإلكتروني، والربط بين المكتبات، والتعافي من الكوارث خارج الموقع، وتسجيل الدخول الموحد العالمي، وشبكات Wi-Fi، على سبيل المثال لا الحصر.
تدعم عنكبوت المبادرات في بيئة التعلم الإلكتروني، ومحتوى المكتبات، وأنظمة التوزيع، والتعاون البحثي. وتؤمن عنكبوت بأن تحديد هذه المبادرات وتقديم الدعم للشبكات والمعالجة والتخزين هو الأسلوب الأمثل لتطوير نهج تعاوني جماعي في مجالي البحث والتعليم. 

## التاريخ
في أغسطس 2006، وقعت جامعة خليفة ومعهد التكنولوجيا التطبيقية وجامعة الإمارات العربية المتحدة وجامعة زايد وكليات التقنية العليا مذكرة تفاهم تعبر عن اهتمامهم بمبادرة لإنشاء شبكة للبحث والتعليم.
تم إجراء دراسة لتقييم جدوى إنشاء مثل هذه الشبكة، بما في ذلك التكاليف المرتبطة بها وخيارات التمويل المتاحة. اعتمدت الدراسة على نماذج من شبكات البحث والتعليم الوطنية الرائدة في جميع أنحاء العالم، وخاصة في أمريكا الشمالية وأوروبا والمملكة المتحدة.
تم عرض هذه الدراسة على المنتدى الذي يضم معهد التكنولوجيا التطبيقية وجامعة الإمارات العربية المتحدة وجامعة زايد وكليات التقنية العليا وجامعة خليفة،  وتم التوصل إلى توافق بشأن تصميم وهندسة الشبكة. كما تم الاتفاق على تسمية الشبكة المقترحة بـ "عنكبوت".
كانت مهمة الإشراف على استخدام الشبكة وتشغيلها منوطة باتحاد يضم منظمات الأعضاء التي تستخدم الشبكة. وتم توقيع مذكرة تفاهم بهذا الخصوص بين جميع الجامعات المشاركة. كما تم الاتفاق على أن تتولى جامعة خليفة دور الناقل حتى يتم تشكيل الكونسورتيوم وصياغة النظام الأساسي.
في يونيو 2009، حصل مشروع عنكبوت على منحة لمدة 5 سنوات من صندوق تكنولوجيا المعلومات والاتصالات، مع دعم إضافي من جامعة خليفة من حيث الإدارة والتمويل. 
وفي عام 2020 وقعت هواوي وشبكة الإمارات الوطنية المتقدمة للتعليم والبحوث “عنكبوت” والتي تزود المؤسسات الأكاديمية بخدمات الاتصال بالشبكات التعليمية في جميع أنحاء العالم، مذكرة تفاهم على هامش أسبوع جيتكس للتقنية . وسيتعاون الطرفان بموجب المذكرة على تعزيز واحدة من التقنيات الرائدة في الإمارات العربية المتحدة والشرق الأوسط لتوفير التعليم بالاعتماد على الحوسبة السحابية.  